# Alexander Alexandrovich Goldenweiser
Alexander Alexandrovich Goldenweiser (russisch Александр Александрович Гольденвейзер; * 29. Januarjul. / 10. Februar 1880greg. in Kiew; † 6. Juli 1940 in Portland, Oregon) war ein aus der Ukraine stammender US-amerikanischer Anthropologe und Soziologe.

## Leben
Alexander Goldenweiser war der Sohn des Juristen Alexander Solomonowitsch Goldenweiser (1855–1915). Seine Brüder waren der Ökonom Emmanuil Alexandrowitsch Goldenweiser, in den USA als Emanuel A. Goldenweiser (1883–1953) bekannt, und der Jurist Alexei Alexandrowitsch Goldenweiser (1890–1979).
Nach der Emigration der Familie in die USA im Jahr 1900 studierte Alexander Goldenweiser das Fach Anthropologie bei Franz Boas an der Columbia University. Goldenweiser erwarb 1902 seinen A.B., 1904 seinen M.A., und 1910 wurde er bei Boas zum PhD mit einer Dissertation über Totemismus promoviert (veröffentlicht im Journal of American Folk-Lore). 
Nach seiner Promotion lehrte Goldenweiser bis 1919 an der Columbia University. Danach war er an der im Jahr 1919 gegründeten New School for Social Research als Dozent tätig. Zu seinen Kollegen zählten John Dewey, James Harvey Robinson und Thorstein Veblen. 1926 endete die Dozentur, und Goldenweiser wurde Mitherausgeber der Encyclopedia of the Social Sciences.
Von 1915 bis 1929 unterrichtete Goldenweiser auch an der Rand School for Social Science. Diese Schule hatte die Socialist Party of America 1906 gegründet. 1923 übernahm er eine Professur an der University of Washington, und von 1930 bis 1938 lehrte er an der University of Oregon in Eugene. Gastprofessuren hatte Goldenweiser von 1937 bis 1938 an University of Wisconsin und in der Zeit von 1933 bis 1939 am Reed College inne.

## Position
Bei seinen Fragestellungen hat Alexander Goldenweiser über die Anthropologie hinaus die Erkenntnisse der Psychologie und Psychoanalyse ergänzend einbezogen, so speziell in den Arbeiten zur kulturellen Diffusion. Theoretische Aspekte konnte er auch aus seinen Feldforschungen bei den Irokesen gewinnen. Insgesamt verbrachte er zehn Monate in den Jahren von 1911 bis 1913 im Grand River Reservat in Ontario. Hier ging es ihm um symbolische und mystische Beziehungen beim Totemismus. Goldenweiser erkannte, dass sich die Strukturen primitiver Völker (nonliterate people) nicht grundsätzlich von der Lebenswelt moderner Menschen unterschieden.

## Veröffentlichungen
- Totemism. An analytical Study. In: Journal of American Folk-Lore, Band 23, Boston 1910, S. 179–293. (Digitalisat)
- Early Civilization. An Introduction to Anthropology. Knopf, New York 1922. (Digitalisat)
- The Social Sciences and their Interrelations. Mit William Fielding Ogburn. Houghton Mifflin, Boston 1927.
- History. Psychology and Culture. Knopf, New York 1933.
- Anthropology. An Introduction to Primitive Culture. Appleton-Century-Crofts, New York 1937. Sixth Printing 1946 (Digitalisat)